# Club Atlético Acassuso
El Club Atlético Acassuso, club de fútbol argentino, fundado el 7 de septiembre de 1922, y cuya sede se encuentra en San Isidro, en la zona norte del Gran Buenos Aires. Es el único club de fútbol de dicho partido. En sus inicios el club se denominó Villa Acassuso Football Club hasta el año 1925, cuando adoptó el nombre Sportivo Acassuso, que llevaría hasta 1942 pasando a tener en ese momento el nombre que utiliza actualmente. Actualmente participa en la Primera B,  tercera división del fútbol argentino para los clubes directamente afiliados a la AFA.
Acassuso comenzó a participar de los campeonatos oficiales a partir de 1923 en la tercera categoría. Ya en 1931, inició su participación en el profesionalismo en la Tercera División (actual Primera C). Fue uno de los ocho clubes relegados a la cuarta división del fútbol argentino (Primera D) en 1950, con la reestructuración de categorías y la creación de una nueva división.
El estadio de Acassuso lleva el nombre de La Quema. A pesar de poseer este terreno propio, el club disputa sus encuentros como local en el estadio de Sportivo Italiano o el de Deportivo Armenio en Ingeniero Maschwitz.
Cuenta con secciones de artes marciales, futbol playa, gimnasia deportiva, hockey, natación, padel y pelota paleta.

## Historia
El 7 de septiembre de 1922 fue fundado Villa Acassuso Football Club por un grupo de jóvenes entusiastas de la zona de Villa Acassuso en San Isidro, Provincia de Buenos Aires.

### Inicios
En el año 1923, se consagró campeón de Segunda División (tercer nivel) y ascendió a Intermedia. Ese mismo año, el club construye su primer campo de juego gracias a la donación de Don Ernesto de las Carreras de un terreno de 150 por 120 metros en la actualmente llamada avenida Márquez y Haedo, se construye el primer campo de juego, siendo inaugurado el día 4 de noviembre. 
En 1925 cambió el nombre por Club Sportivo Acassuso. En 1926 terminó en el cuarto puesto de la Zona A de División Intermedia pero descendió de categoría producto de la fusión de asociaciones. En 1928 consiguió su segundo título oficial en el campeonato de Intermedia, logrando así el ascenso a Primera División Sección B. Unos años más tarde, en 1932, se fusiona con el Club Sportivo San Isidro y pasa a llamarse Club Social y Sportivo Acassuso.
El club sigue participando en los campeonatos de la Asociación Amateur para darle apoyo a dicha asociación, a pesar de que en 1931 el fútbol argentino se había profesionalizado.

### Debut en Primera División
En 1933, la AFAP decide aumentar participantes en Primera División por lo que organiza un torneo con los equipos de la Primera División Sección B por 2 a 4 ascensos a Primera División, que luego serían 5, y Acassuso consigue uno de ellos.

### Retorno al ascenso
Al disolverse la Asociación Amateur de Football en 1935, pasó a disputar los torneos oficiales de esa institución en la Tercera de Ascenso.

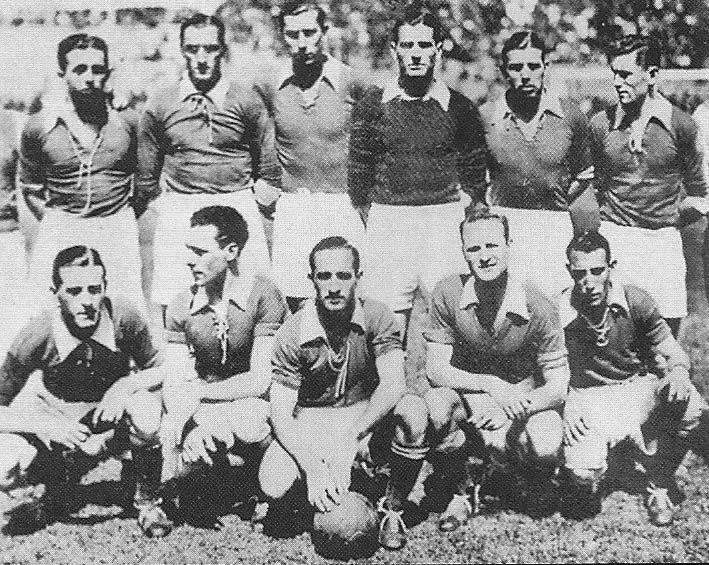
Plantel de Acasusso del ´37.

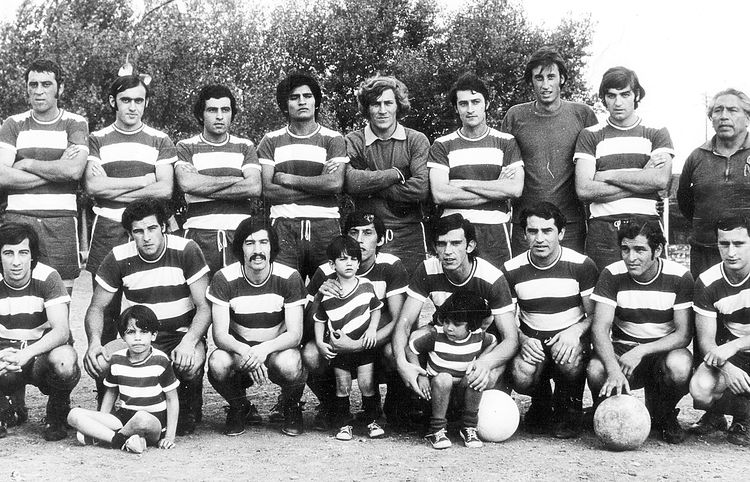
Plantel de 1971.

Con la reestructuración del fútbol profesional, el club logra su primer campeonato en 1937, ascendiendo así a la Segunda División, siendo de esta forma el primer club que logra un ascenso en la historia del fútbol argentino. En 1940 llega a las últimas instancias del torneo, no ascendiendo a Primera División por un punto, logrando así el ascenso Argentinos Juniors.
En el año 1942 adopta su denominación actual, ya que pasa a llamarse Club Atlético Acassuso y a ser conocido coloquialmente solamente como Acassuso al haber eliminado el Sportivo de su nombre. En 1946 descendió y perdió la cancha, lo que podría haber llevado a una desafiliación, pero consiguió un terreno en avenida de las Carreras y Camino de la Legua que le permitó no correr esa suerte. En 1950 pasó a competir en la Primera D, luego de la reestructuración del fútbol argentino.
En 1953 Acassuso vuelve a la Primera C, a pesar de haber logrado un octavo puesto en el último campeonato. En 1961 desciende nuevamente a la Primera D, y pierde otra vez la cancha, vendiéndose los tablones a Estudiantes de Caseros. Dos años después, en 1963, gracias al aporte de los socios, se construye el natatorio, bajo la presidencia de Carlos Mochi.
El club Acassuso asciende a la "C", luego de ganarle a Central Argentino por 3 a 1 en cancha de Colegiales. En 1972 desciende nuevamente a la Primera D, luego de perder con Sarmiento de Junín. En 1977 obtuvo la cesión temporaria del terreno ubicado en la calle Santa Rita 2401, que en 1983 fue remodelado e inaugurado, denominándolo: Estadio La Quema.
En la temporada 2000/01, el equipo asciende a la Primera C luego de derrotar en la final a Villa San Carlos por 5 a 2 en el estadio de Estudiantes de la Plata. En la ida el encuentro había salido 0 a 1 en un encuentro jugado en la cancha de Chacarita donde Acassuso fue local.

### Actualidad
En el 2006, Acassuso gana el torneo Apertura de ese año de la mano de su DT Felipe De la Riva. Acassuso gana el torneo Clausura del 2007, y por haber obtenido también el apertura, asciende en forma directa a la Primera B Metropolitana, categoría en la que juega desde ese año.

## Estadio

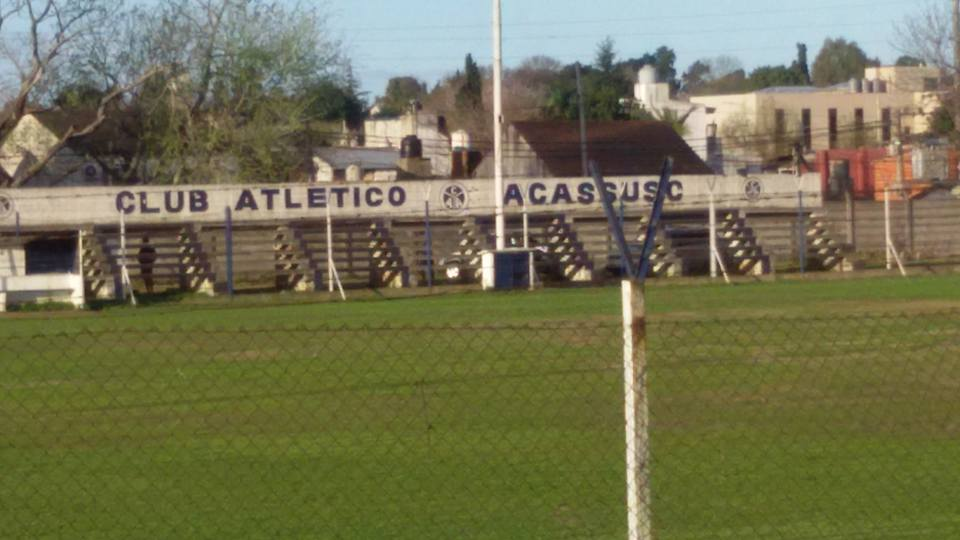
Estadio la quema 1

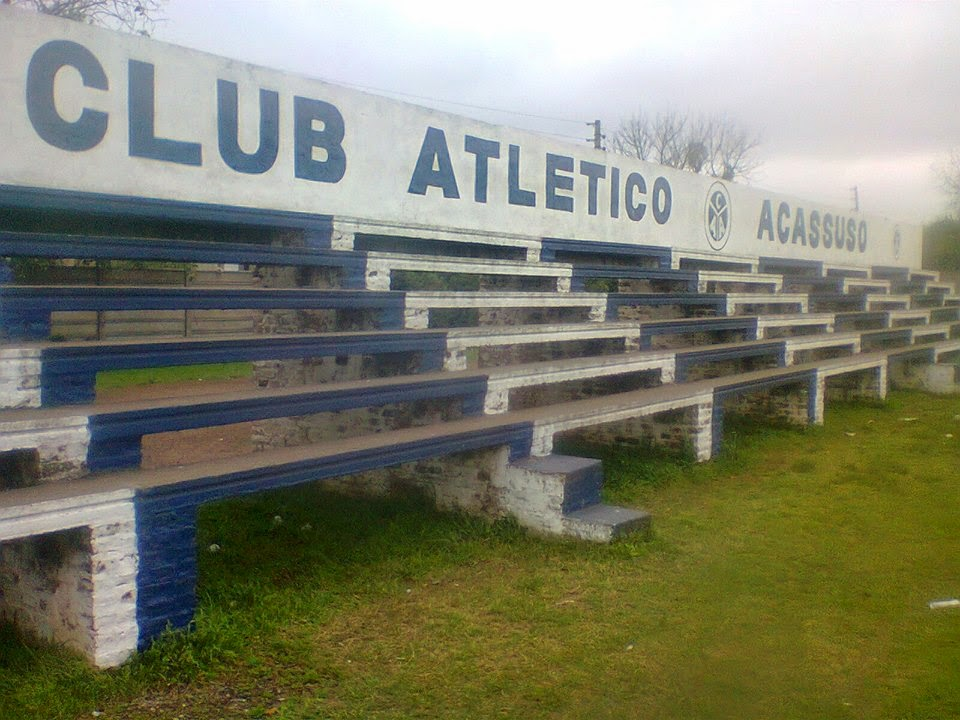
Estadio la quema 2

El Estadio La Quema es un estadio argentino que se ubica en la ciudad de Boulogne Sur Mer, perteneciente al partido de San Isidro, en la Provincia de Buenos Aires. Fue inaugurado el 12 de marzo de 1983. En él se disputan los partidos de fútbol que el Club Atlético Acassuso juega como local, aunque actualmente solo es utilizado por las divisiones inferiores y la reserva del club. Tiene capacidad para 1500 espectadores desde su más reciente ampliación.

### Historia
El estadio cuenta con capacidad para 1500 espectadores aproximadamente. Se localiza en la Avenida Santa Rita entre las calles Uruguay y Camino Real Morón de Boulogne Sur Mer. 
En el año 1946, Acassuso descendió y perdió la posesión de su cancha. Para evitar ser desafiliado por no tener estadio propio, tras varios intentos, se consiguió un terreno ubicado en Avenida de las Carreras y Camino de la Legua.
Finalmente, en 1977 el club obtuvo la cesión temporaria del terreno para la futura construcción del estadio, que luego de seis años se realizó la inauguración oficial del estadio, haciendo innumerables esfuerzos en la construcción de la cancha. 
El estadio fue inaugurado el 12 de marzo de 1983, en un encuentro disputado entre el conjunto Quemero y un equipo de juveniles perteneciente a San Lorenzo de Almagro.
Tras el ascenso de Acassuso a la Primera B en 2007, el club dejó de disputar sus encuentros en su estadio debido a la precaria situación del mismo, teniendo un largo y prolongado periodo de inactividad. Sin embargo, es utilizado discontinuamente para algunos partidos de las divisiones menores de la Asociación del Fútbol Argentino. Las divisiones inferiores del club también utilizan el estadio y los campos de juegos aledaños.
El último partido oficial que Acasusso jugó en su estadio fue el 30 de abril de 2007 ante J.J Urquiza, con un triunfo por 2 a 0.

## Uniforme
- Titular: Remera azul con vivos blancos, pantalón azul y medias azules.
- Suplente: Remera blanca con vivos azules, pantalón blanco y medias blancas.

| Titular | Suplente |  |

### Indumentaria y Patrocinador
| Período       | Proveedor |
| ------------- | --------- |
| 1980-1986     | Uribarri  |
| 1986-1989     | Fulvence  |
| 1989-1994     | Uhlsport  |
| 1994-1999     | Emsport   |
| 1999-2001     | Envión    |
| 2001-2003     | EZ        |
| 2003-2005     | Don Balón |
| 2005-2007     | Kappa     |
| 2007-2009     | Ohcan     |
| 2009-2013     | Kappa     |
| 2014-2021     | Joma      |
| 2021-Presente | Givova    |

| Período       | Proveedor              |
| ------------- | ---------------------- |
| 1986-1989     | Fulvence               |
| 1989-1992     | -                      |
| 1992-1994     | Sanyo                  |
| 1995-1999     | Frionex                |
| 1999-2001     | Marisol                |
| 2001-2006     | Pinturerías Rex        |
| 2006-2007     | Revesta                |
| 2007-2009     | OSPEP/Trilenium Casino |
| 2009-2011     | OSPEP/Bingo Hurlingham |
| 2011-2013     | OSPEP/Mantelectric     |
| 2014-2017     | Ambiental Campana      |
| 2018-2019     | La Nueva Seguros       |
| 2019-2022     | Secco                  |
| 2022-2024     | Total Food             |
| 2024-2025     | Touring Club           |
| 2025          | Touring Club/Star Trak |
| 2025-Presente | Sur Finanzas/Star Trak |

## Datos del club

### Trayectoria
Actualizado hasta la temporada 2025 inclusive. Total de temporadas en AFA: 105.
 Aclaración: Las temporadas no siempre son equivalentes a los años. Se registran cuatro temporadas cortas: 1986, 2014, 2016 y 2020.

- Temporadas en Primera División: 2 (1933-1934)
- Temporadas en Segunda División: 16
  - en Segunda División: 7 (1924-1926; 1929-1932)
  - en Primera B: 9 (1938-1946)
- Temporadas en Tercera División: 39
  - en Tercera División (AAF): 3 (1923; 1927-1928)
  - en Primera C: 16 (1935-37, 1947-1949, 1953-1961, 1972)
  - en Primera B Metropolitana: 20 (2007/08-Presente)
- Temporadas en Cuarta División: 33
  - en Primera D: 27 (1950-1952, 1962-1971 y 1973-1986)
  - en Primera C: 6 (2001/02-2006/07)
- Temporadas en Quinta División: 15
  - en Primera D: 15 (1986/87-2000/01)

### Total
- Temporadas en Primera División: 2

- Temporadas en Segunda División: 16

- Temporadas en Tercera División: 35

- Temporadas en Cuarta División: 33

- Temporadas en Quinta División: 15

### Ascensos y descensos
- Segunda División a Intermedia 1923
- Intermedia (2° nivel) a Intermedia (3° nivel) 1926
- Intermedia a Primera B 1928
- Primera B a Primera División 1933
- Primera División a Primera C 1934
- Primera C a Primera B 1937
- Primera B a Primera C 1946
- Primera C a Primera D 1949
- Primera D a Primera C 1952
- Primera C a Primera D 1961
- Primera D a Primera C 1971
- Primera C a Primera D 1972
- Primera D a Primera C 2000-01
- Primera C a Primera B 2006-07

### Goleadas

#### A favor
- En Primera B: 6-2 a General Lamadrid en 2012
- En Primera B: 5-1 a Colegiales en 1940, Sportivo Dock Sud en 1942
- En Primera B: 5-2 a Los Andes en 2008
- En Primera B: 5-0 a Talleres de Remedios de Escalada en 2016
- En Primera C: 7-0 a Juventud de Bernal en 1948
- En Primera C: 5-0 a Arsenal Fútbol Club en 1957
- En Primera D: 11-0 a Pilar en 1971

## Palmarés

### Torneos nacionales
| Competiciones          | Títulos (5)       | Subtítulos (3) |
| ---------------------- | ----------------- | -------------- |
| Segunda División (0/1) |                   | 1940.          |
| Tercera División (3/1) | 1922, 1928, 1937. | 1948.          |
| Cuarta División (1/0)  | 2006-07.          |                |
| Quinta División (1/1)  | 2000-01.          | 1992/93.       |

### Copas amistosas
- Copa Municipalidad de Olavarría: 2008

### Otros logros
- Ascenso a Primera C por Reclasificatorio de Primera D: 1952 y 1972

## Clásico y rivalidades

### Clásico con Central Ballester
Su clásico rival es el Club Social y Deportivo Central Ballester, club al cual no enfrenta hace más de dos décadas por la distancia de categorías.

### Rivalidades
- Colegiales: Los partidos con Colegiales tienen gran relevancia en la Primera B Metropolitana desde hace varios años, ya que ambos clubes se enfrentan rutinariamente desde hace tres décadas, incluso con ascensos simultáneos de categoría y partidos definitorios por ascensos.[11]

- Villa San Carlos: En los últimos años, ha cobrado gran magnitud la rivalidad con Villa San Carlos,[12] ya que se han enfrentado varias veces en diferentes instancias decisivas de la Primera D, Primera C y actualmente en la Primera B Metropolitana.

También rivaliza con otros clubes de Zona Norte de Buenos Aires: Fénix, Deportivo Armenio y Excursionistas.

## Jugadores

### Plantel 2025
- Actualizado al 9 de julio de 2025

- Los equipos argentinos están limitados a tener un cupo máximo de seis jugadores extranjeros, aunque solo cinco podrán firmar la planilla del partido

#### Altas
| Verano                |                |                             |                      |
| Juan Pablo Domínguez  | Guardameta     | Sacachispas                 | Libre                |
| Federico Tursi        | Guardameta     | Colegiales                  | Libre                |
| Bruno Dordoni         | Defensa        | Cañuelas                    | Libre                |
| Ezequiel Filippetto   | Defensa        | Sportivo Italiano           | Libre                |
| Joel Ghirardello      | Defensa        | Patronato de Paraná         | Libre                |
| Juan Ponce de León    | Defensa        | Defensores Unidos           | Libre                |
| Franco Riente         | Defensa        | Agente libre                | Libre                |
| Juan Pablo Serrizuela | Defensa        | Asociación Cristiana        | Libre                |
| David De Stéfano      | Centrocampista | Sacachispas                 | Libre                |
| Germán García         | Centrocampista | Deportivo Maipú             | Libre                |
| Luciano Miño          | Centrocampista | Juventud de Bernal          | Libre                |
| Lautaro Rodríguez     | Centrocampista | Deportivo Paraguayo         | Libre                |
| David Escalante       | Delantero      | Curicó Unido                | Libre                |
| Diego Samudio         | Centrocampista | San Telmo                   | Libre                |
| Agustín Hermoso       | Delantero      | Liniers                     | Regresa del préstamo |
| Bautista Hernández    | Delantero      | Cañuelas                    | Libre                |
| Federico Nicolaievsky | Delantero      | Comunicaciones              | Libre                |
| Alejo Sanabria        | Delantero      | Los Andes                   | Libre                |
| Invierno              |                |                             |                      |
| Valentín Peñalva      | Defensa        | Gimnasia y Esgrima La Plata | Préstamo             |
| Bruno Miño            | Delantero      | Almirante Brown             | Préstamo             |

#### Bajas
| Verano              |                |                            |                       |
| Ignacio Bessone     | Guardameta     | Agente libre               | Rescisión de contrato |
| Julián Lobelos      | Guardameta     | Alvarado                   | Fin del préstamo      |
| Jerónimo Ávalos     | Defensa        | Argentinos Juniors         | Fin del préstamo      |
| Ezequiel Cohen      | Defensa        | Deportivo Español          | Rescisión de contrato |
| Nicolás Sainz       | Defensa        | Camioneros                 | Rescisión de contrato |
| Andrés Zanini       | Defensa        | Liga de Quito              | Traspaso              |
| Enzo Castillo       | Centrocampista | Rubio Ñu                   | Rescisión de contrato |
| Facundo García      | Centrocampista | Güemes (SdE)               | Rescisión de contrato |
| Mateo Gridel        | Centrocampista | Liniers                    | Rescisión de contrato |
| Agustín Piñeyro     | Centrocampista | Agente libre               | Rescisión de contrato |
| Franco Torres       | Centrocampista | Los Chankas                | Traspaso              |
| Julián Vílchez      | Centrocampista | Círculo Deportivo          | Rescisión de contrato |
| Diego Aguirre       | Delantero      | Defensores Unidos          | Rescisión de contrato |
| Braian Benítez      | Delantero      | Real España                | Traspaso              |
| Gabriel Conceição   | Delantero      | Porto Velho                | Rescisión de contrato |
| Fernando Giménez    | Delantero      | San Martín de Burzaco      | Rescisión de contrato |
| Invierno            |                |                            |                       |
| Ezequiel Filippetto | Defensa        | Agente libre               | Rescisión de contrato |
| Agustín Occhiato    | Delantero      | Agente libre               | Rescisión de contrato |
| Alejo Sanabria      | Delantero      | Independiente de Chivilcoy | Préstamo              |
| Luciano Verón       | Delantero      | Independiente de Chivilcoy | Préstamo              |

#### Cesiones
| Jugador        | Posición       | Destino                    | Fin del préstamo |
| -------------- | -------------- | -------------------------- | ---------------- |
| Franco Cortés  | Defensa        | Nueva Chicago              | 31/12/2025       |
| Ramiro Reynoso | Centrocampista | Liniers                    | 31/12/2025       |
| Alejo Sanabria | Delantero      | Independiente de Chivilcoy | 31/12/2025       |
| Luciano Verón  | Delantero      | Independiente de Chivilcoy | 31/12/2025       |